# Henry Brush

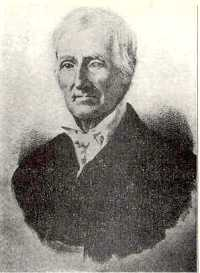
Henry Brush

Henry Brush (* Juni 1778 im Dutchess County, New York; † 19. Januar 1855 bei London, Ohio) war ein US-amerikanischer Jurist und Politiker. Zwischen 1819 und 1821 vertrat er den Bundesstaat Ohio im US-Repräsentantenhaus.

## Werdegang
Henry Brush besuchte vorbereitende Schulen. Nach einem anschließenden Jurastudium und seiner 1803 erfolgten Zulassung als Rechtsanwalt begann er in Chillicothe (Ohio) in diesem Beruf zu arbeiten. Gleichzeitig schlug er als Mitglied der Demokratisch-Republikanischen Partei eine politische Laufbahn ein. Im Jahr 1810 war er Abgeordneter im Repräsentantenhaus von Ohio; 1814 gehörte er dem Staatssenat an. Er nahm auch aktiv am Britisch-Amerikanischen Krieg von 1812 teil und wurde später Oberst der Staatsmiliz.
Bei den Kongresswahlen des Jahres 1818 wurde Brush im dritten Wahlbezirk von Ohio in das US-Repräsentantenhaus in Washington, D.C. gewählt, wo er am 4. März 1819 die Nachfolge von Levi Barber antrat. Da er im Jahr 1820 seinem Vorgänger unterlag, konnte er bis zum 3. März 1821 nur eine Legislaturperiode im Kongress absolvieren. In dieser Zeit war er Vorsitzender des Ausschusses zur Kontrolle der Ausgaben des Kriegsministeriums.
Nach dem Ende seiner Zeit im US-Repräsentantenhaus war Henry Brush zwischen 1828 und 1831 als Richter am Supreme Court of Ohio tätig. Danach zog er sich in den Ruhestand zurück. Er starb am 19. Januar 1855 auf seiner Farm in der Nähe von London.